# Vyšný Čaj
Vyšný Čaj (ungarisch Felsőcsáj) ist eine Gemeinde im Osten der Slowakei mit 317 Einwohnern (Stand 31. Dezember 2024), die zum Okres Košice-okolie, einem Teil des Košický kraj, gehört und in der traditionellen Landschaft Abov liegt.

## Geographie
Die Gemeinde befindet sich im südöstlichen Teil des Talkessels Košická kotlina am rechten Ufer der Olšava. Das Ortszentrum liegt auf einer Höhe von 234 m n.m. und ist 17 Kilometer von Košice entfernt (Straßenentfernung).
Nachbargemeinden sind Olšovany im Norden, Ruskov im Osten, Blažice im Südosten, Nižný Čaj im Süden sowie Vyšná Hutka und Košická Polianka im Westen.

## Geschichte
Auf dem Gemeindegebiet gab es Siedlungen in der Hallstatt- und Römerzeit, dazu eine slawische Siedlung im 9. und 10. Jahrhundert.
Vyšný Čaj wurde zum ersten Mal 1335 als Chay schriftlich erwähnt, weitere historische Bezeichnungen sind unter anderen Felsew Chay (1427), Felseo Czay (1630) und Wissny Csaj (1773). Das Dorf entstand auf damaligem Gemeindegebiet von Nižný Čaj und war Teil der Herrschaft von Trstené, 1427 gab es 13 Porta. 1715 wohnten vier, 1720 nur noch zwei Haushalte im Ort, 1828 zählte man 39 Häuser und 280 Einwohner, die als Landwirte beschäftigt waren.
Bis 1918/1919 gehörte der im Komitat Abaúj-Torna liegende Ort zum Königreich Ungarn und kam danach zur Tschechoslowakei beziehungsweise heute Slowakei. Auf Grund des Ersten Wiener Schiedsspruchs lag er von 1938 bis 1945 noch einmal in Ungarn.

## Bevölkerung
| Jahr                | 1994 | 2004     | 2014    | 2024    |
| ------------------- | ---- | -------- | ------- | ------- |
| Anzahl der Personen | 269  | 301      | 295     | 317     |
| Unterschied         |      | +11,89 % | −1,99 % | +7,45 % |

| Jahr                | 2023 | 2024    |
| ------------------- | ---- | ------- |
| Anzahl der Personen | 318  | 317     |
| Unterschied         |      | −0,31 % |

Gemäß der Volkszählung 2011 wohnten in Vyšný Čaj 309 Einwohner, davon 295 Slowaken, fünf Magyaren und ein Tscheche. Ein Einwohner gab eine andere Ethnie an und acht Einwohner machten keine Angabe zur Ethnie.
143 Einwohner bekannten sich zur reformierten Kirche, 138 Einwohner zur römisch-katholischen Kirche, sieben Einwohner zur Evangelischen Kirche A. B. sowie jeweils ein Einwohner zur evangelisch-methodistischen Kirche, zur griechisch-katholischen Kirche und zur jüdischen Gemeinde. 10 Einwohner waren konfessionslos und bei sieben Einwohnern wurde die Konfession nicht ermittelt.

## Bauwerke und Denkmäler
- reformierte (calvinistische) Toleranzkirche im klassizistischen Stil aus dem späten 18. Jahrhundert, der Turm wurde erst in der zweiten Hälfte des 19. Jahrhunderts gebaut[6]

## Verkehr
Durch Vyšný Čaj führt nur die Straße 3. Ordnung 3323, als Abzweig der vorbeiführenden Straße 3. Ordnung 3322 zwischen Bohdanovce (Anschluss an die Straße 2. Ordnung 552) und Olšovany. Der nächste Bahnanschluss ist der Bahnhof Ruskov an der Bahnstrecke Čierna nad Tisou–Košice.